# Barbara Gallavotti
Barbara Gallavotti (Torino, 21 dicembre 1967) è una biologa, divulgatrice scientifica, autrice e conduttrice televisiva italiana.

## Biografia
Nata a Torino ma cresciuta a Roma, figlia del fisico e matematico Giovanni Gallavotti, termina gli studi classici nel 1986, nel 1993 consegue la laurea in biologia, con specializzazione in genetica e biologia molecolare, presso l'Università degli Studi di Roma "La Sapienza", superando nel 1994 l'esame di abilitazione alla professione di biologo.
Dopo aver iniziato la sua carriera da biologa, Barbara Gallavotti decide di dedicarsi alla divulgazione scientifica e inizia così a collaborare con Galileo, la prima testata giornalistica italiana online dedicata ai temi della ricerca scientifica e tecnologica, iniziando allo stesso tempo a scrivere libri per bambini e ragazzi su diversi temi scientifici. Con gli anni, la biologa torinese diventa collaboratrice di diverse testate giornalistiche e radiofoniche, sia generaliste come Panorama, La Stampa e Corriere della Sera, sia più specializzate come Newton, iscrivendosi all'albo dei giornalisti pubblicisti nel 2001. Divenuta nota nel panorama della divulgazione scientifica, lavora dal 2000 come autrice di programmi televisivi avendo iniziato con Ulisse - Il piacere della scoperta, condotto da Alberto Angela, e continuato con Hit Science, trasmessa da Rai 3 e dedicata ai ragazzi, nel 2004, e Superquark, condotta da Piero Angela, che Gallavotti cita come suo primo maestro, a partire dal 2007. Nel 2010 collabora con il programma E se domani, condotto prima da Alex Zanardi e poi da Massimiliano Ossini, diventandone un'inviata nel 2013.
Portando contemporaneamente avanti anche una carriera da accademico dal 2007 al 2008, svolge l'incarico di direttore supplente del master in comunicazione della scienza e tecnologia presso l'Università degli Studi di Roma Tor Vergata, e nel 2009, tiene un corso di comunicazione della scienza come docente titolare presso la facoltà di scienze della comunicazione dell'Università degli Studi Roma Tre.
È autrice di diversi libri sempre di carattere divulgativo e orientati in particolar modo a un pubblico giovane, tra cui: Il sistema solare, L'Universo, La vita sulla Terra. Nel maggio 2019 pubblica il libro Le grandi epidemie: come difendersi, edito da Donzelli e con prefazione di Piero Angela, un titolo che, alla luce della pandemia di COVID-19 che avrebbe colpito il mondo a partire dalla fine del 2019, appare quasi profetico e che la fa diventare ancora più nota al grande pubblico. Anche in seguito al successo di questa pubblicazione, nel 2020 viene chiamata come ospite fissa alla trasmissione Dimartedì, trasmessa da LA7 e condotta da Giovanni Floris, dove riporta costantemente le ultime novità sulla sopraccitata pandemia e ottiene un successo di pubblico e di gradimento crescente, tanto che a partire da marzo 2022 le viene affidata la conduzione di Quinta dimensione - Il futuro è già qui, programma televisivo di divulgazione scientifica trasmesso il sabato in prima serata da Rai 3.
Vincitrice di numerosi riconoscimenti e premi, tra cui il Premio Capo D'Orlando per la comunicazione multimediale ottenuto nel 2013, Barbara Gallavotti è anche consigliera per il coordinamento scientifico del Museo nazionale della scienza e della tecnologia "Leonardo da Vinci" di Milano.

## Opere
- I segreti della vita, Rimini, Idealibri, 1997, ISBN 88-7082-362-8.
- L'ecologia, Rimini, Idealibri, 1998, ISBN 88-7082-568-X.
  -  L'ecologia, illustrazioni di Gian Paolo Faleschini, Firenze, La biblioteca, 2001, ISBN 88-86961-45-6.
- La vita sulla Terra, Rimini, Idealibri, 1998, ISBN 88-7082-522-1.
- Il corpo umano: strategie di una macchina perfetta, illustrazioni di Studio Inklink, Milano, Mondadori, 1999, ISBN 88-04-46996-X.
- Barbara Gallavotti e Antonella Bachiorri, Educare per la biodiversità: idee e proposte di educazione ambientale, Roma, Editur, 1999, SBN GEA0088909.
- Il sistema solare, illustrazioni di Alessandro Bartolozzi, Firenze, La biblioteca, 1999, ISBN 88-86961-21-9.
- Barbara Gallavotti e Roberto Capuzzo Dolcetta, L'Universo: origine, teorie, prospettive, illustrazioni di Alessandro Bartolozzi, Milano, Mondadori, 2000, ISBN 88-04-48332-6.
- Le grandi epidemie: come difendersi: tutto quello che dovreste sapere sui microbi, in collaborazione con Francesco Maria Galassi, prefazione di Piero Angela, Roma, Donzelli, 2019, ISBN 978-88-6843-882-1.

## Programmi televisivi

### Autrice
- Ulisse - Il piacere della scoperta (2000-)
- Hit Science (Rai 3, 2004-2006)
- Eureka! viaggio nel cuore dell’atomo (RaiSat Ragazzi, 2006)
- Superquark (2005-)
- E se domani (Rai 3, 2010-)

### Conduttrice
- E se domani (Rai 3, 2016)
- Superquark (Rai 1, 2018-2021)
- Quinta dimensione - Il futuro è già qui (Rai 3, 2022-2024)
- A.I. Il futuro dell'intelligenza artificiale (LA7, 2023)

## Radio

### Autrice
- Moebius (Radio 24, 2007-)

## Riconoscimenti (parziale)
- Premio Capo D'Orlando
  - 2013 – Premio per la comunicazione multimediale[6]
- 2022 – Premio ecologia città di Varese[7]